# Rudolf Lenz (Historiker)
Rudolf Lenz (* 26. Juni 1940 in Gießen) ist ein deutscher Historiker.

## Leben
Er studierte Geschichte, wissenschaftliche Politik und Soziologie in Marburg. Nach der Promotion 1968 gründete er 1976 an der Philipps-Universität Marburg die Forschungsstelle für Personalschriften. Die Habilitation erfolgte 1989. 1994 war er Gastprofessor an der Universität Breslau und seit 1996 Professor an der Universität Breslau, seit 2001 Honorarprofessor an der Philipps-Universität Marburg. Er erhielt die Goldene Verdienstmedaille der Universität Breslau (1992), das Verdienstkreuz am Bande des Verdienstordens der Bundesrepublik Deutschland (2002) und das Ehrendoktorat der Universität Breslau (2005).

## Schriften (Auswahl)
- Kosten und Finanzierung des Deutsch-Französischen Krieges 1870–1871. Dargestellt am Beispiel Württembergs, Badens und Bayerns. Boppard am Rhein 1970, ISBN 3-7646-1551-6.
- De mortuis nil nisi bene? Leichenpredigten als multidisziplinäre Quelle unter besonderer Berücksichtigung der historischen Familienforschung, der Bildungsgeschichte und der Literaturgeschichte. Sigmaringen 1990, ISBN 3-7995-4300-7.

Außerdem zahlreiche Kataloge von Leichenpredigten und sonstigen Trauerschriften in Bibliotheken, Archiven und Museen. 